# Dolabella (mollusque)
Lièvres de mer, Dolabelles
Genre
Dolabella est un genre de mollusques gastéropodes de la famille des Aplysiidae. Ces espèces sont dépourvues de coquille et souvent appelées lièvres de mer ou dolabelles. 

## Liste d'espèces
Selon World Register of Marine Species (11 août 2023) :
- Dolabella auricularia (Lightfoot, 1786) -- Lièvre de mer à oreille[2] -- Indo-Pacifique tropical
- Dolabella californica Stearns, 1877 -- Californie
- Dolabella guayaquilensis G. B. Sowerby II, 1868

## Systématique
Le nom valide complet (avec auteur) de ce taxon est Dolabella Lamarck, 1801.
Dolabella a pour synonyme :
- Dollabella Gistl, 1848